# Le Dangereux Jeune Homme
Le Dangereux Jeune Homme est le titre d'une série de treize nouvelles par René Boylesve publiée en 1921 par Calmann-Lévy, et dont la première a donné son nom  à l'ouvrage.

## Résumé
Le Dangereux Jeune Homme, à peine sorti de l'adolescence, partage les vacances de sa sœur, de son beau-frère et de leurs amis à Folleville-sur-Mer. Son beau-frère redoute l'inexpérience du jeune homme dont, de fait, la première amourette de vacances tourne court après qu'il a forcé, un soir, la porte de la chambre de son amie.
Les Trois Personnes, trois hommes d'âge mûr qui se rencontrent pour la première fois lors d'une cure thermale, conviennent de se raconter l'une de leurs mésaventures amoureuses. Bien qu'ils travestissent l'identitié de leurs personnages, il apparaît au fil de leurs récits que la femme qui en fut l'héroïne était, par le plus grand des hasards, la même personne.
La Pièce fausse : M. Cantonnier est un honnête homme : refusant de tromper son prochain, il conserve la fausse pièce qu'on lui a remise.  Pourtant, lorsqu'il s'agit de marier sa fille, peu avantagée par la nature, il n'hésite pas à lui faire monter de fausses dents et à l'habiller d'un corset qui augmente le volume de sa poitrine.
La Niaiserie : malgré les interdictions répétées d'Eugène, son mari, Emma a consulté une voyante qui lui a prédit la mort d'Eugène avant la fin de l'année. Elle l'empêche alors de voyager pour ses affaires, le ruinant partiellement, le met au régime, compromettant sa santé. La prédiction ne se réalise pas et, au début de l'année suivante, Emma s'explique.
Oh ! Ne chante pas ! : depuis que Valentin est fiancé avec Lucy, il doit se soumettre tous les jours à un cérémonial : à la fin du dîner, la jeune fille chante, accompagnée au piano par sa mère. Valentin écoute et applaudit discrètement. Le mariage accompli, la jeune femme s'assied au piano mais son mari lui avoue que cela lui a toujours fait horreur.
Le Maître : Suzon Despoix est une jeune femme, excellente pianiste amateur. Lorsque, dans les soirées, après qu'elle a fini de jouer, on lui demande qui était son professeur, son maître, personne ne la croit lorsqu'elle dit qu'elle n'en a pas eu ; alors, pour rassurer son auditoire, elle en invente un, Russe, mort malheureusement.
La Partie carrée : monsieur et madame Bellambre s'ennuient en dînant en tête-à-tête ; ils décident d'inviter, chacun de leur côté, un homme et une femme qui ne se connaissent pas. Au fil des soirées, les deux invités, délaissant leur hôte respectif, se rapprochent peu à peu, font de la musique ensemble, puis rentrent dans le même voiture sans prendre congé.
Analogie : Lucie confie à son amie Mathilde qu'elle a découvert que son mari la trompait. Au fil des jours et des confidences de Lucie, Mathilde se persuade, sans raison, d'être dans la même situation ; son comportement vis-à-vis de son mari change et sa vie de couple s'en ressent. Lucie divorce et Mathilde ne tarde pas à l'imiter, par analogie.
Éloquence : Narcisse, maire et bientôt conseiller général, se sépare de sa vieille bonne Mariette : au bout de dix-huit ans, ils ne se supportent plus. Pourtant, à la fin d'un dîner où il a reçu tous les notables locaux, il fait un discours où il lui rend hommage, multipliant les images et les allégories, au point que toute l'assistance est émue aux larmes.
Une maison comme il faut :
- Les Femmes de chambre de madame Ablette se succèdent à un rythme effréné après que Georges, l'homme de peine, a averti sa patronne de leurs travers. La première découche ; la deuxième est laide ; la troisième ne rêve que de mariage ; la quatrième reçoit des hommes dans sa chambre. Quant à la cinquième, elle s'enfuit avec Georges.
- Les Anglaises de madame Ablette : la gouvernante anglaise des enfants de madame Ablette souhaite changer d'employeur pour voyager ; une autre Anglaise, souhaitant une vie plus calme, est trouvée. Elle connaît peu le français mais en maîtrise bien les termes argotiques, appris chez son ancienne patronne et qu'elle rapporte innocemment aux enfants.

Nous sommes fâchés avec Henriette : lorsqu'Henriette annonce à son amie Marthe qu'elle cherche un motif pour divorcer, Marthe s'empresse de lui annoncer qu'elle sait que le mari d'Henriette la trompe. Par courrier, Henriette lui répond qu'elle a la preuve qu'il s'agit de calomnies de la part des briseurs de ménage, dont Marthe.
L'Intransigeant : pendant la Première Guerre mondiale, un jeun homme, au front, correspond avec sa mère et sa maîtresse, vendeuse en confection, ignorant que les deux femmes ont fait connaissance. Quand sa maîtresse le lui apprend, il rompt. Elle n'a plus de nouvelles jusqu'au jour où la mère vient dans son magasin commander une toilette de deuil.
Les Jeunes Filles au jardin : madame de Salanque, ses filles et Robert, son futur gendre, se promènent dans un jardin. Les femmes s'extasient devant la beauté du paysage mais Robert ne parle que de courses automobiles. Madame de Salanque s'inquiète auprès de lui de sa capacité à « conduire l'imagination d'un femme » comme il conduit ses voitures.

## Analyse de l'œuvre
Contrairement à d'autres recueils de contes de Boylesve, Le Dangereux Jeune Homme n'est composé que de textes inédits en volume, certains étant toutefois parus dans des périodiques. Ils ont été écrits après la Première Guerre mondiale, à l'exception de deux d'entre eux, rédigés en 1908 et 1909, et les histoires qu'ils racontent reflètent l'évolution de la société (technologie, mœurs) après la guerre.
Chaque nouvelle est dédiée à une personnalité du monde littéraire comme Émile Gérard-Gailly, ami de Boylesve, les écrivains Gaston Chérau ou Abel Bonnard, alors que les autres recueils de nouvelles de Boylesve qui font l'objet d'une dédicace globale. Même si des hommes sont les personnages principaux de certaines nouvelles, le recueil est avant tout une étude de la femme et de son caractère, dans lequel Boylesve parvient à être convaincant même quand il parle à la première personne, au féminin.
L'un des personnages de la nouvelle Le Dangereux Jeune Homme s'appelle monsieur Carré de la Tour, et la villa que la belle-famille de René Boylesve avait fait construire à Tourgéville était « La Tour Carrée »,.

## Éditions
- Le Dangereux Jeune Homme, Paris, Calmann-Lévy, 1921, 267 p.

## Pour en savoir plus